# 科爾貝克灣
科爾貝克灣（英語：Colbeck Bay），是南極洲的海岬，位於維多利亞地的彭內爾海岸，處於羅伯特森灣南部，由英國探險隊繪入地圖，現時由南極條約體系管理。